# Ален Терзян
Ален Терзя́н (фр. Alain Terzian, вірм. Ալեն Թերզյան; нар. 2 травня 1949, Париж) — французький кінопродюсер та актор вірменського походження.

## Біографія
Ален Терзян народився 2 травня 1949 року в Парижі, у вірменській сім'ї вихідців з міста Муш (Західна Вірменія). Після закінчення ліцею, Терзян поступив на економічний факультет «Сорбонни». Захистив докторську дисертацію на темі «Модель економічного розвитку Франції».
Кар'єру в кінематографі починав, працюючи асистентом у режисерів Анрі Вернея та Клода Лелюша. У 1973 році Ален Терзян засновує свою продюсерську компанію Т. Films. За роки своєї продюсерської діяльності він спродюсував близько 50 фільмів та зіграв як актор у низці кінострічок.
У 2004 році Алена Терзяна було обрано президентом «Союзу Кінематографістів Франції», у 2005 року став головою Комітету Каннського кінофестивалю.
З 2003 року Ален Терзян є президентом Академії мистецтв та технологій кінематографа.

## Продюсер
| Рік  | Назва                                             | Оригінальна назва                       | Режисер                       |
| ---- | ------------------------------------------------- | --------------------------------------- | ----------------------------- |
| 1978 | Злодюжки                                          | Les ringards                            | Робер Пуре                    |
| 1979 | Шарло у вигнанні                                  | Les Charlots en délire                  | Алан Басньєр                  |
| 1979 | Військовий лікар                                  | Le toubib                               | П'єр Граньє-Дефер             |
| 1981 | Бензин! Бензин!                                   | Pétrole! Pétrole!                       | Крістіан Жіон                 |
| 1982 | Бульвар вбивць                                    | Boulevard des assassins                 | Борамі Тюлон                  |
| 1982 | Шок                                               | Le choc                                 | Робін Девіс, Ален Делон       |
| 1982 | Нерозсудливість                                   | L'indiscrétion                          | П'єр Ларі                     |
| 1982 | Нехай ті, у кого велика зарплата, піднімуть руку! | Que les gros salaires lèvent le doigt!  | Дені Граньє-Дефер             |
| 1983 | Молодожон                                         | Le jeune marié                          | Бернар Стора                  |
| 1984 | Перші бажання                                     | Premiers désirs                         | Девід Гемілтон                |
| 1984 | Нічиї жінки                                       | Femmes de personne                      | Крістофер Франк               |
| 1984 | Свита                                             | La smala                                | Жан-Лу Юбер                   |
| 1984 | Беріг лівий, беріг правий                         | Rive droite, rive gauche                | Філіп Лабро                   |
| 1984 | Рік медуз                                         | L'année des méduses                     | Крістофер Франк               |
| 1985 | Побачення                                         | Rendez-vous                             | Андре Тешіне                  |
| 1985 | Человек с глазами цвета серебра                   | L'homme aux yeux d'argent               | П'єр Граньє-Дефер             |
| 1985 | Циганка                                           | La gitane                               | Філіп де Брока                |
| 1986 | Місце злочину                                     | Le lieu du crime                        | Андре Тешіне                  |
| 1986 | Дебютант                                          | Le débutant                             | Даніель Жанно, Франсіс Перрен |
| 1987 | Клуб зустрічей                                    | Club de rencontres                      | Мішель Ланг                   |
| 1987 | Спіраль                                           | Spirale                                 | Крістофер Франк               |
| 1987 | Вітер паніки                                      | Vent de panique                         | Бернар Стора                  |
| 1987 | Невинні                                           | Les innocents                           | Андре Тешіне                  |
| 1987 | Відсутня ланка                                    | La passerelle                           | Жан-Клод Сюссфельд            |
| 1988 | Здрастуйте, страх                                 | Bonjour l'angoisse                      | П'єр Чернія                   |
| 1990 | Операція «Тушонка»                                | L'opération Corned Beef                 | Жан-Марі Пуаре                |
| 1991 | Ключі від раю                                     | Les clés du paradis                     | Філіп де Брока                |
| 1993 | Прибульці                                         | Les visiteurs                           | Жан-Марі Пуаре                |
| 1993 | Фанфан — аромат кохання                           | Fanfan                                  | Александр Жарден              |
| 1995 | Між ангелом і бісом                               | Les anges gardiens                      | Жан-Марі Пуаре                |
| 1996 | Фіктивний шлюб                                    | Ma femme me quitte                      | Дідьє Камінка                 |
| 1997 | Сестри Солей                                      | Les soeurs Soleil                       | Жанно Шварц                   |
| 1997 | Героїні                                           | Héroïnes                                | Жерар Кравчик                 |
| 1998 | Прибульці 2: Коридори часу                        | Les couloirs du temps: Les visiteurs II | Жан-Марі Пуаре                |
| 1999 | Усі купатися                                      | Tout baigne!                            | Ерік Ківанян                  |
| 2000 | Викладач                                          | Le prof                                 | Александр Жарден              |
| 2003 | Я лишаюся!                                        | Je reste!                               | Діана Кюрі                    |
| 2005 | Невловимий                                        | Anthony Zimmer                          | Жером Салль                   |
| 2006 | Літній пасажир                                    | Le passager de l'été                    | Флоранс Монкорже-Габен        |
| 2006 | Президент                                         | Président                               | сопродюсер; Лайонел Дельпланк |
| 2009 | Код змінився                                      | Le code a changé                        | Данієль Томпсон               |
| 2009 | Замкнене коло                                     | Le premier cercle                       | Лоран Тюель                   |
| 2009 | Тренер                                            | Le coach                                | Олів'є Доран                  |
| 2011 | Реквієм по вбивці                                 | Requiem pour une tueuse                 | Жером Ле Грі                  |
| 2013 | Готель романтичних побачень                       | Hôtel Normandy                          | Шарль Немес                   |
| 2014 | Шик!                                              | Chic!                                   | Жером Корнюо                  |

## Актор
- 1976: Ніч Сезара (серіал) / La nuit des Césars (грає себе самого)
- 1991: Ключі від раю / Les clés du paradis
- 2003: Ключі від машини / Les Clefs de bagnole (грає себе самого)

## Нагороди
- Офіцер ордена Почесного легіону (2004)
- Командор ордена Почесного легіону (2012)
- Кавалер Ордена «За заслуги»[2] (2008)
- Кавалер Ордена Мистецтв та літератури
- Кавалер Ордена Пошани (Вірменія)
- Медаль міста Парижа.